# Ист Медоу (Њујорк)
Ист Медоу (енгл. East Meadow) насељено је место без административног статуса у америчкој савезној држави Њујорк.

## Демографија
По попису из 2010. године број становника је 38.132, што је 671 (1,8%) становника више него 2000. године.
| Група             | 2000.          | 2010.          |
| Белци             | 30.355 (81,0%) | 26.628 (69,8%) |
| Афроамериканци    | 1.617 (4,3%)   | 1.975 (5,2%)   |
| Азијати           | 2.503 (6,7%)   | 4.429 (11,6%)  |
| Хиспаноамериканци | 2.626 (7,0%)   | 4.653 (12,2%)  |
| Укупно            | 37.461         | 38.132         |